# BoA THE LIVE 2006 -裏ボア…聴かせ系-
BoA THE LIVE 2006 -裏ボア…聴かせ系-（ボア・ザ・ライブ2006 うらボア きかせけい）は、2006年に開催された韓国出身の女性歌手であるBoAのライブツアーである。ここでは、同ライブツアー終了後に開催された「BoA THE LIVE 2006“20th Birthday”」及び「SHIDAX presents“Winter Love”X'mas LIVE」についても記述する。

## 日程・開催地
BoA THE LIVE 2006 -裏ボア…聴かせ系-
1. 2006年9月29日：ZEPP NAGOYA
2. 2006年9月30日：ZEPP NAGOYA
3. 2006年10月7日：ZEPP FUKUOKA
4. 2006年10月8日：ZEPP FUKUOKA
5. 2006年10月13日：ZEPP OSAKA
6. 2006年10月14日：ZEPP OSAKA
7. 2006年10月17日：ZEPP TOKYO
8. 2006年10月18日：ZEPP TOKYO
9. 2006年10月21日：ZEPP SENDAI
10. 2006年10月22日：ZEPP SENDAI
11. 2006年10月28日：ZEPP SAPPORO
12. 2006年10月29日：ZEPP SAPPORO

BoA THE LIVE 2006“20th Birthday”
- 2006年11月5日：ZEPP TOKYO

SHIDAX presents“Winter Love”X'mas LIVE
- 2006年12月7日：ZEPP TOKYO

## 概要
- このライブツアーは、1曲も踊らずに（ただしダンサーは出演していた）歌だけでライブツアーを行い、『もっと近くで「BoA」を体感してほしい』というBoA本人の要望から実現したライブハウスクラス（全公演ZEPP）であった。
- 前述の通り、このライブではBoAのダンスが無い分、ほとんどの曲がアレンジされていた。
- BoA本人の誕生日である11月5日には「BoA THE LIVE“20th Birthday”」と称してZEPP TOKYOで開催され、曲順（後述）や構成も同じだったため、この日のライブは事実上「BoA THE LIVE 2006 -裏ボア…聴かせ系-」の追加公演となった。
- 12月7日には「SHIDAX Presents“Winter Love”BoA X'mas LIVE」がZEPP TOKYOで行われた。

## セットリスト
- BoA THE LIVE 2006 -裏ボア…聴かせ系-
- BoA THE LIVE“20th Birthday”

1. LISTEN TO MY HEART
2. VALENTI
3. DO THE MOTION
4. Soundscape
5. Your Color
6. Ain't No Sunshine
7. make a secret
8. Moon&Sunrise
9. キミのとなりで
10. 七色の明日～Brand New Beat～
11. KEY OF HEART
12. LA LA LA LOVE SONG
13. QUINCY

アンコール
1. Everlasting
2. コノヨノシルシ
3. Winter Love
4. メリクリ

（全17曲・「20th Birthday」は18曲）
- SHIDAX presents“Winter Love”X'mas LIVE

1. White Christmas
2. JEWEL SONG
3. Last Christmas
4. 白い恋人達
5. キミのとなりで
6. The Christmas Song
7. Winter Love
8. メリクリ（アンコール）

（全8曲）

## 出来事
- 11月5日に開催された「BoA THE LIVE 2006“20th Birthday”」では、スペシャルゲストとしてm-floが登場し、シャンパンタワーでBoAの誕生日を祝ったほか、「the Love Bug」を一緒に歌った。